# 安妮格雷特·科伯
安妮格雷特·科伯（德語：Annegret Kober，1957年6月4日—），德国女子游泳运动员。她曾代表西德参加1972年夏季奥林匹克运动会游泳比赛，获得女子4×100米混合泳接力铜牌。